# Wapen van Beers (Friesland)

Wapen van Beers

Het wapen van Beers is het dorpswapen van het Nederlandse dorp Beers, in de Friese gemeente Leeuwarden. Het wapen werd in 2001 geregistreerd.

## Beschrijving
De blazoenering van het wapen in het Fries luidt als volgt:
yn blau in gouden poarte mei in in- en útswaaide topgevel en iepene fan it fjild, yn de skyldhoeken beselskippe fan twa nei inoar takearde heale moannen fan sulver.
De Nederlandse vertaling luidt als volgt: 
in blauw een gouden poort met een in- en uitwaaiende topgevel en geopend van het veld, in de schildhoeken vergezeld van twee naar elkaar toegekeerde halve manen van zilver.
De heraldische kleuren zijn: azuur (blauw), goud (goud) en zilver (zilver).

## Symboliek
- Blauw veld: ontleend aan het wapen van Baarderadeel, de gemeente waar Beers eertijds tot behoorde.[2]
- Gouden poortgebouw: verwijst naar het poortgebouw van de Uniastate uit 1616.[2] De state zelf is reeds afgebroken, maar de poort staat nog in het dorp.
- Zilveren wassenaars: ontleend aan het wapen van de familie Van Unia die de Uniastate bewoonde.[2]

Het wapen van Baarderadeel.
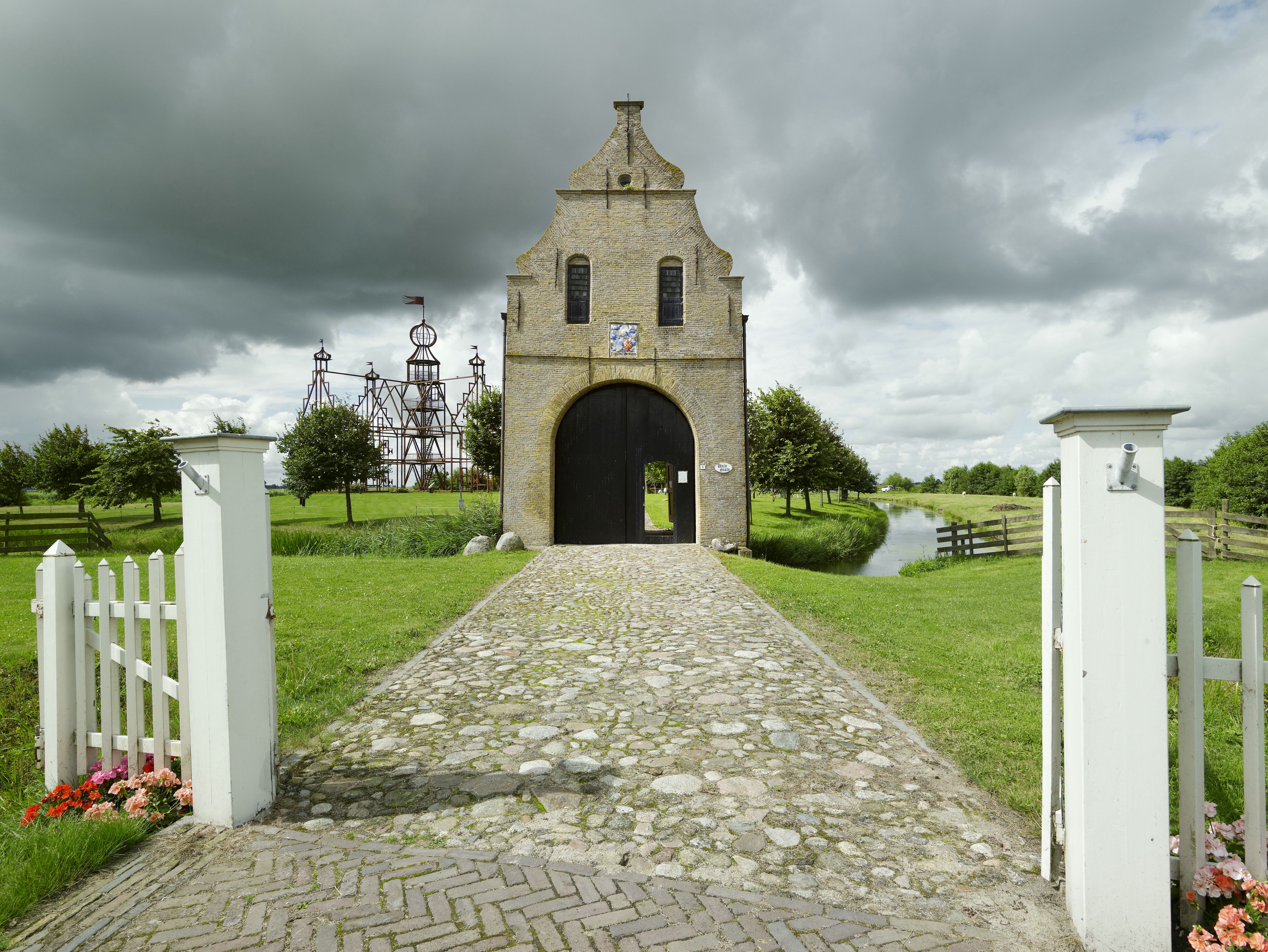
Het resterende poortgebouw van de Uniastate in Beers.

## Zie ook

Vlag van Beers